# NGC 1241
NGC 1241 (другие обозначения — MCG −2-9-11, VV 334, ARP 304, IRAS03088-0906, PGC 11887) — спиральная галактика с перемычкой (SBb) в созвездии Эридан.
Этот объект входит в число перечисленных в оригинальной редакции «Нового общего каталога».
Галактика обладает активным ядром и относится к сейфертовским галактикам типа II. Наиболее распространённой причиной активности ядра галактики является наличие аккреционного диска вокруг наличие сверхмассивной чёрной дыры . Масса чёрной дыры в центре NGC 1241 оценивается в 29 миллионов M ☉ (солнечных масс).
В центральной части галактики обнаружено околоядерное кольцо с активным звездообразованием. Он находится в резонансе Линдблада. От него отходит слабый спиральный узор. В К-диапазоне рукава выгладят замкнутыми. Внутри кольца была обнаружена полоса почти перпендикулярная плоскости галактики. NGC 1241 — одна из немногих галактик с известными особенностями вблизи ядра, такая же NGC 6902.
NGC 1241 взаимодействует со своим меньшим компаньоном NGC 1242, образуя пару, известную в Атласе пекулярных галактик как Arp 304.
Также пара галактик принадлежит более крупной группе LGG 84 вместе с NGC 1185, NGC 1204, NGC 1214, NGC 1215 , NGC 1238 и NGC 1247.
Галактика NGC 1241 входит в состав группы галактик NGC 1241. Помимо NGC 1241 в группу также входят NGC 1242, NGC 1247, MGC -2-9-6, PGC 11824, MK 1071 и PGC 11937.